# ستيوارت ماكدونالد
ستيوارت ماكدونالد (بالإنجليزية: Stewart MacDonald)‏ هو موجه قوارب ‏ أمريكي، ولد في 29 ديسمبر 1949 في بوسطن في الولايات المتحدة.

## وصلات خارجية
- ستيوارت ماكدونالد على موقع الاتحاد الدولي للتجديف (الإنجليزية)
- ستيوارت ماكدونالد على موقع أوليمبيديا (الإنجليزية)